# نوبار أفيان
نوبار أفيان هو رجل أعمال أمريكي، ولد في 25 يوليو 1962 في بيروت في لبنان. يعد أفيان مؤسس وأكبر مساهم في شركة موديرنا الأمريكية.